# Герб Одинцовского городского округа
Герб Одинцовского городского округа Московской области Российской Федерации (с 2010 до 2019 гг. — герб Одинцовского муниципального района, а с 1997 до 2009 гг. одновременно с гербом города Одинцово был гербом всего Одинцовского района) — опознавательно-правовой знак, служащий официальным символом всего городского округа (района).

## История
25 апреля 1997 года Решением Совета депутатов Одинцовского района (№6/3 "Об утверждении Положений о гербе и флаге города Одинцово") был утверждён новый герб города Одинцово с возможностью использования его Одинцовским районом. Внесён в Государственный геральдический регистр Российской Федерации под № 179. Авторы: Константин Моченов, Роберт Маланичев.
С муниципальной реформой после появления у городского поселения Одинцово своего флага к 2009 году, решением Совета депутатов Одинцовского муниципального района Московской области от 18 июня 2010 г. №5/44 «О гербе Одинцовского муниципального района Московской области», герб города Одинцово, утвержденный решением Совета депутатов Одинцовского района Московской области от 25.04.1997 N 6/3, был признан гербом Одинцовского муниципального района. С упразднением городского поселения и муниципального района в целом, Решением Совета депутатов Одинцовского городского округа Московской области от 23 сентября 2019 года № 7/9 переутверждён как герб Одинцовского городского округа.

## Описание
В лазоревом поле лежащий на зелёной земле обернувшийся серебряный олень, вооруженный золотом и с золотым венком из цветков на шее. Олень изображается повернутым геральдически вправо, то есть влево от зрителя, и повернувшим голову назад, то есть вправо от зрителя.

## Обоснование символики
Развитие Одинцовского муниципального района неразрывно связано с его красивой природой, издавна славящейся как одно из любимых мест отдыха жителей Подмосковья.
Лежащий серебряный олень с золотым венком на шее, оглядывающийся на пройденный путь, символизирует покой и отдых.
Серебряный окрас оленя символизирует чистоту, мудрость, благородство, совершенство, мир. Золотой венок на шее — символ почёта и уважения. Лежащий олень грациозно поднял ногу — после отдыха он готов вновь тронуться в путь. Зелёная земля и золотой венок из цветов показывают природное богатство района. Зелёный цвет также символ здоровья. Лазоревый цвет поля герба — символ красоты, безупречности, возвышенных устремления, добродетели, символ чистого неба.